# ロシアの航空産業

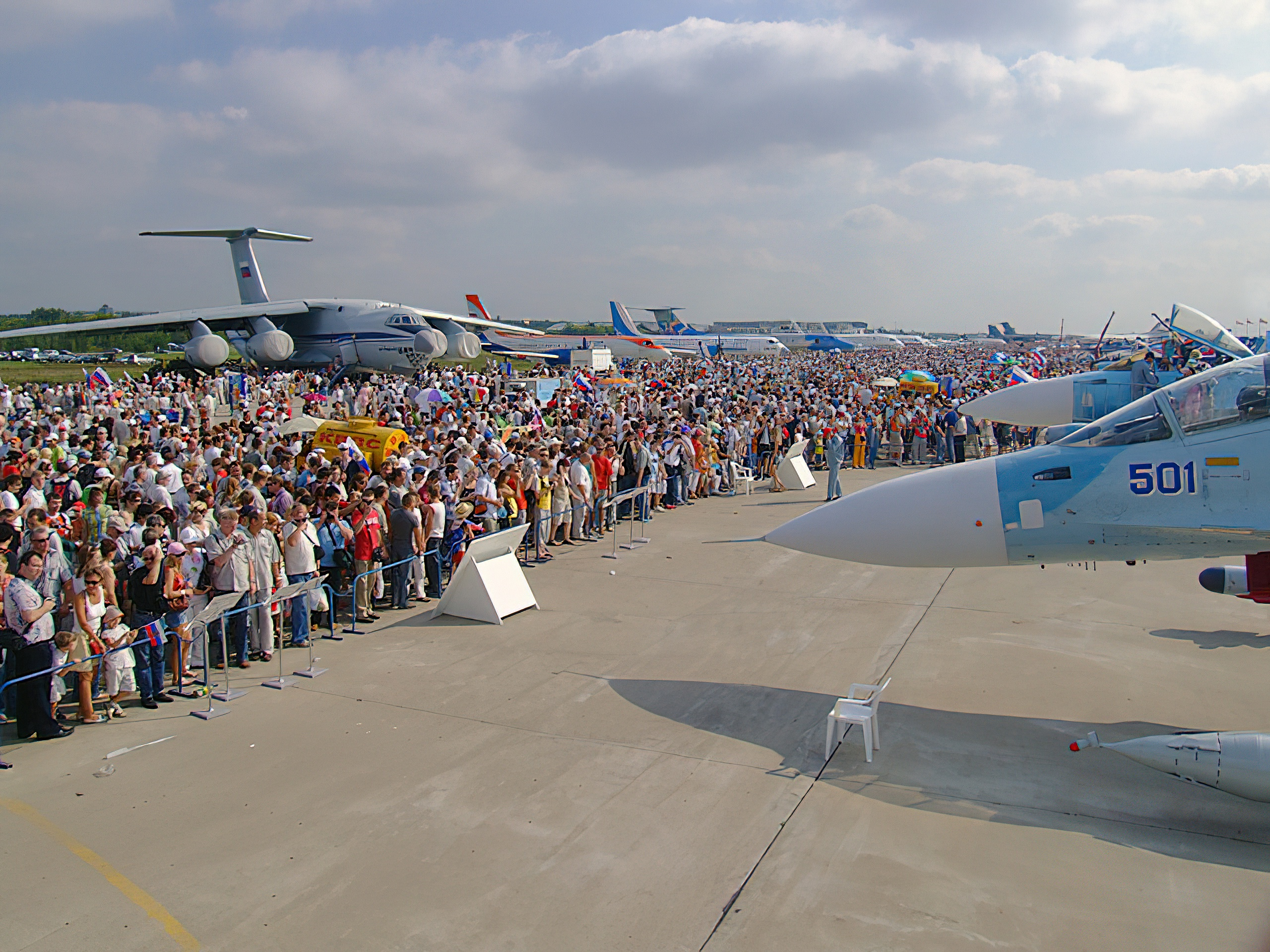
MAKSエアショーは、ロシアの航空機産業向けのショーケースイベントである

ロシアの航空産業（ロシアのこうくうさんぎょう、英：Aircraft industry of Russia、露：Авиационная_промышленность_России）は、ロシアの機械製造、開発、航空機器製造を担う一大産業である。 航空機製造の分野では、ロシアはとりわけ戦闘機、爆撃機、戦闘用練習機、輸送機、旅客機を製造し、ヘリコプター製造の分野では輸送用と戦闘用を製造している。
軍用機の分野においては、ロシアは世界第2位の製造量を誇り（2010年には100機以上）、ヘリコプター製造の分野では世界第3位である（世界のヘリコプター市場の６％を占める）。
2018年におけるロシアの航空産業の生産高は9,870億ルーブル（157億ドル）である。航空機の輸出高においては、3,800億ルーブル（60億ドル）に上る。
ロシアの主要な航空機の製造業者は国家ホールディングスの統一航空機製造会社（ロシア語: Объединённая авиастроительная корпорация）による航空機の製造販売とロシアン・ヘリコプターズ社（ロシア語: Вертолёты России）によるヘリコプターの製造である。

## 歴史

### ロシア帝国

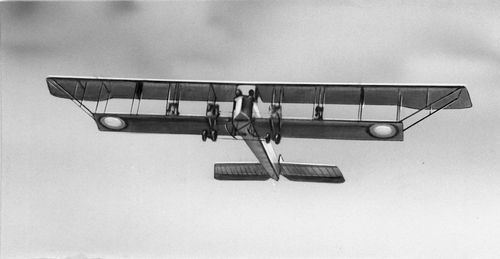
飛行中のシコルスキーイリヤムーロメッツ

ロシア帝国における飛行船の製造の計画は1908年に始まった。その後、モーター動力と飛行機製造の民間企業が現れた。
1911-1913年における航空業界の発達のスピードは緩やかであった。1913年、ロシア帝国においては飛行機の組立てと製造を行う4つの小規模の工場と2か所の作業所を有していたが、それらがロシア帝国軍事省から292機の飛行機の製造が発注されたのは1914年５月になってからであった。
航空業界の発達を妨げたのは素材不足による問題と、航空部品、特に航空機エンジンを外国から調達する必要があったことによる。（1914年の第一次世界大戦開戦時までは、モスクワにあるフランスの工場グノムの支部での一月５基の航空用エンジンの生産を除けばロシアでは航空用エンジンの生産は行われていなかった。）
航空産業の発展の歩みは遅く、1917年10月までは国が有したのは基本的に海外で設計された飛行機を製造する航空機製造会社が15社と6のエンジン製造会社のみであった。
- PRTV シェティニン工場 （ロシア語:Завод «ПРТВ» Щетинина) — ロシアで最初の工場。 (ペテルブルク)
- V.A.レベデフ工場 （ロシア語:Заводы В. А. Лебедева) (ペテルブルク、ヤロスラーブリ、タガンログ)
- V.V.スリュサレンコ工場 （ロシア語: Завод В. В. Слюсаренко) (ペテルブルク)
- ドゥクス工場 （ロシア語:Завод Дукс) (モスクワ)
- ロシア-バルト貨物工場 （ロシア語:Русско-Балтийский вагонный завод) (リガ、モスクワ)
- アナトル航空構想工場 （ロシア語:Завод аэропланов Анатра) (オデッサ)

1917年10月までに国内で生産された航空機は総計5,600機であった。

### ソビエト連邦

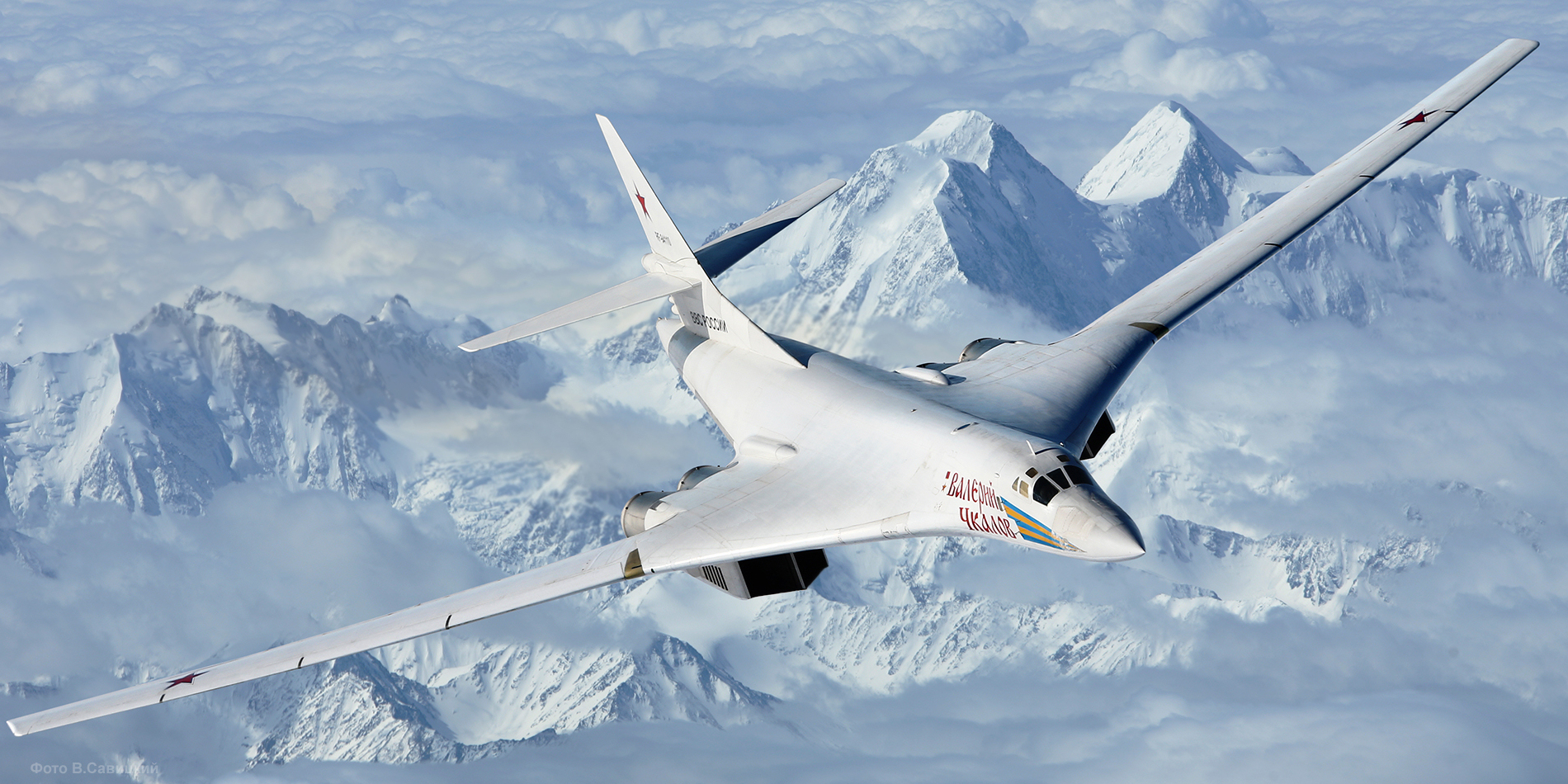
超音速戦略爆撃機Tu-160

- ソ連の人民委員部による最初の航空経営
- ソ連の航空産業人民委員部

1939－1946年にソ連の航空産業の発展を指揮したソ連の国家機関の省の一つ。
- ソ連航空産業省

ソ連国家評議会の決議により1991年11月14日に撤廃が決定し、1991年の12月1日に活動を停止した。
KB（ロシア語:конструкторское бюро）により設立された様々な航空工場での製造
ソビエト連邦時代に、ロシアの航空産業は急速な発展を見せた。特に第二次世界大戦後の東西冷戦時代には、アメリカと肩を並べるまでに発展した。
ソ連邦では世界初の超音速旅客機(Tu-144ロシア語:Ту-144)、量産型としては世界最大の貨物輸送用航空機(An-124ロシア語:Aн-124)、世界最大の量産型輸送ヘリ(Mi-26ロシア語:Ми-26)が開発された。

### ロシア連邦

#### 1990年代
1980年末、ソ連の産業は政治的な変化に見舞われた。世界の緊張状態の緩和は国防費の削減につながり、経済構造のペレストロイカは従来の企業の在り方を変えた。1991年にソビエト連邦の崩壊が生産チェーンの崩壊 につながり、従来の市場での製品販売を困難にした。
1990年代初頭の民営化による混乱と、航空企業の申請により国が買い上げるというシステムが廃止されたことで、国からの融資と産業を分離するというプロセスが終焉を迎えた。こうした状況の中で、航空輸送の需要の落ち込みもあり、非軍事航空会社は新しい技術の買い付けを事実上断念した。国防のための国の融資は予算不足により最低限のレベルとなり、新装備の武器等の輸出も、中古のソ連型武器の供給が過剰であったここと、様々な製造業者に海外で自社製品を販売促進する能力が不足していたために大幅に減少した。あらゆる種類の航空機の製造は何分の一にも減少した。
海外の中古航空機への輸入の税関規制を国が放棄したことと、安い融資不足がロシアの民間航空産業の崩壊を悪化させた。航空機企業にとって国内の航空設備を購入するよりも、海外から長期的にレンタルするほうがより収益を得られた。1990年の末までに、航空機メーカーには競争力のあるモデルの開発、生産チェーンの復元、航空機の量産を再開する資金がないことが明らかになった。

#### 2000年代
90年代の終わり頃、国は部門の壊滅的な状態を危ぶんでいた。資本と主要企業の経営への海外からの参入は限られていた。成功した資本主義経済に特徴的な資金調達の道具を作る試みが始まった。例えば、リース会社のS・V・イリユーシン記念航空複合体(ロシア語:ПАО «Авиационный комплекс имени С.В. Ильюшина)や、軍事用品の販売促進のためにロスボロンエクスポルト(ロシア語:Рособоронэкспорт)が設立された。国は航空機製造会社の統合・合併を進めるために統一航空機製造会社(ロシア語:Объединённая авиастроительная корпорация)とロシアン・ヘリコプターズ社（ロシア語: Вертолёты России）を設立した。
2005年には「2015年までのロシア航空産業の発展戦略」が定められた。2004年から2009年にかけて航空産業への国からの融資額は20倍に増えた。
2008年にロシア連邦大統領令によりジュコーフスキーに国立航空機製造センター（Национальный центр авиастроения России、НЦА）が設立された。
2007年には航空産業における生産量は実質16.6%増加し、そのうちの10.2%が民間用で19.7%が軍用であった。この年のロシア航空産業における生産高は2,300億ルーブルに達し、そのうちの約30％が輸出によるものであった。

#### 2010年代
2010年には年間で100機以上の軍用機が生産され、ロシアの航空会社の売上高は5040億ルーブルを上回った。それらの内訳は、31％が航空部門、18％がヘリコプター部門、24％がエンジン部門、8％が部品部門、11％が組み立て部門、8％が特殊機器生産部門である。2011年には年間で267機のヘリコプターが生産された。2014年には統一航空機製造会社からは 161機の航空機(軍用124機と民間用37機) が納品され、ロシアン・ヘリコプターズ社からはヘリコプター271機が納品された。
新型のスホーイ・スーパージェット100(ロシア語:Sukhoi Superjet 100), Yak-130(ロシア語:Як-130), Su-34(ロシア語:Су-34)などの航空機の量産が開始された。Il-76(Ил-76)は最終組み立て工場をウズベキスタンのタシュケント航空機工場からロシア国内ウリヤノフスクのアヴィアスタル-SP（旧：ウリヤノフスク航空機製造合同）に移管され一新され、An-148(ロシア語:Ан-148)はウクライナと共同製作となった。新型のアンサート(ロシア語:Ансат)を含む数種の民間用規格と軍事用規格のヘリコプターも量産された。
2014年にウクライナで政変が起こり親ロシア派政権が打倒されると、ウクライナの企業はロシアの航空産業と密接な関係を持っていたため、第一にイフチェンコ・プログレス(ロシア語:Ивченко-Прогресс)社とモトール・シーチ(ロシア語:Мотор Сич)社のヘリコプター用と航空機用のエンジンが影響を受けた。ウクライナの新政権はロシアとの軍事技術の提携を拒み、ロシア企業との協業の規模を縮小する方針を固めた。それらの問題に関連して、それまでウクライナ製部品の輸入に頼っていた部品をロシア製部品へ代替するプロセスが強まった。共同プロジェクトの行方が懸念され、とりわけAn-148(ロシア語:Ан-148)とAn-124(ロシア語:АН-124)の生産再開は危ぶまれた。同年、アメリカ合衆国およびその他各国はロシア住民への貸し出しの一時停止と複数のロシア企業に対する経済制裁を実施した。
2015年12月25日、訓練航空機SR-10(ロシア語:СР-10)の初飛行が行われた。同月30日には新型のヘリコプターMi-38(ロシア語:Ми-38)が認定された。
2016年9月29日には訓練航空機Yak-152(ロシア語:Як-152)の初飛行が実現し、2017年5月25日には中型ヘリコプターのKa-62(ロシア語:Ка-62)の初飛行が実現した。
2017年5月28日には旅客機イルクート MS-21(ロシア語:МС-21)の初飛行が遂げられる。2017年8月には改良された中型ヘリコプターMi-171A2(ロシア語:Ми-171А2)が認定された。同年11月18日には新型の早期警戒機A-100(ロシア語:А-100)の初飛行が実現した。
2016年12月21日、ロシア連邦政府の政令1408番に基づき、国内民間航空機器の市場における開発、生産、運用、販売促進の分野での政府の連邦諸機関、連邦構成主体の執行機関、航空産業、航空運輸産業各組織の活動を調整することを主な権限とするロシア政府直属の航空参事会が設置された。
| 生産年 | 生産された航空機     | 生産されたヘリコプター |
| ------ | -------------------- | ---------------------- |
| 2011   | 軍用機:88 民用機:7   | 262                    |
| 2012   | 軍用機:80 民用機:23  | 290                    |
| 2013   | 軍用機:80 民用機:32  | 275                    |
| 2014   | 軍用機:124 民用機:33 | 271                    |
| 2015   | 軍用機:124 民用機:32 | 212                    |
| 2016   | 軍用機:104 民用機:37 | 189                    |
| 2017   | 軍用機:101 民用機:32 | 213                    |

## 経済的意義

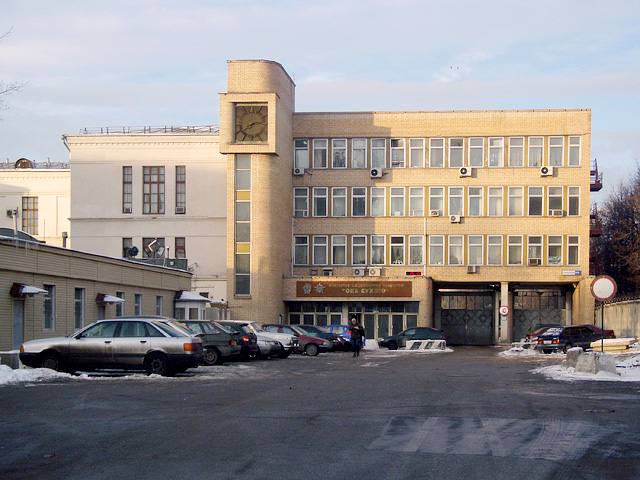
スホーイ設計局の事務所

## 生産過程にある機体と設計段階の機体

### 軍用機
| 名称                                                      | 画像 | タイプ              | 状態         | 初飛行日時      | 開発                 | 製造                                                                            | 生産数                  | 注釈 |
| --------------------------------------------------------- | ---- | ------------------- | ------------ | --------------- | -------------------- | ------------------------------------------------------------------------------- | ----------------------- | --- |
| Су-30 Su-30                                               |      | 重戦闘機            | 量産         |                 | スホーイ実験開発局   | イルクーツク航空機工場 ガガーリン記念コムソモーリスキィ・ナ・アムーレ航空機工場 | 計630機以上 2018年:18機 | 運用国:ロシア、ベラルーシ、カザフスタン、インド、中国、アルジェリア、ベトナム、ベネズエラ、マレーシア、その他 |
| Су-35 Su-35                                               |      | 重戦闘機            | 量産         | 2008年 2月19日  | スホーイ実験開発局   | ガガーリン記念コムソモーリスキィ・ナ・アムーレ航空機工場                        | 102機                   | 運用国:ロシア、中国                                                                                           |
| Су-57 Su-57                                               |      | 重戦闘機            | 量産         | 2010年 1月29日  | スホーイ実験開発局   | ガガーリン記念コムソモーリスキィ・ナ・アムーレ航空機工場                        | 10機                    | 2019年にはロシア軍用に76機の軍用機が注文された。                                                              |
| Миг-29смт Mig-29SMT                                       |      | 軽戦闘機            | 生産         | セル1D          | セル1E               | ロシア航空機会社ミグ                                                            | 10機                    | |
| Миг-35 Mig-35                                             |      | 軽戦闘機            | 飛行試験段階 |                 |                      | ニジニ―・ノブゴロド航空機工場                                                   | 2機                     | |
| Миг-41 Mig-41                                             |      | 迎撃戦闘機          | 開発段階     |                 | ロシア航空機会社ミグ |                                                                                 |                         | |
| Су-34 Su-34                                               |      | 戦闘爆撃機          | 量産         |                 | スホーイ実験開発局   | チカロフ記念ノボシビルスク航空機工場                                            | 126機                   | 2014年3月20日にロシア空軍に採用。                                                                             |
| Ту-160М2 Tu-160M2                                         |      | 戦略爆撃機          | 開発段階     |                 |                      | ゴルブノフ記念カザン航空機工場                                                  |                         | |
| ПАКДА(Перспективный Авиационный Комплекс Дальней Авиации) |      | 戦略爆撃機          | 開発段階     |                 | ツポレフ株式会社     |                                                                                 |                         | |
| Як-130 Yak-130                                            |      | 戦闘訓練機          | 量産体制     | 1996年 4月25日  | ヤコブレフ実験開発局 | イルクーツク航空機工場                                                          | 130機                   | 運用国：ロシア、アルジェリア、バングラデシュ、ベラルーシ、ミャンマー                                          |
| А-100 A-100                                               |      | ДРЛО:早期警戒管制機 | 飛行試験     | 2017年 11月18日 |                      |                                                                                 | 1機                     | |

### 訓練機及び軽飛行機
| 名称              | 画像 | タイプ       | 状態     | 初飛行日時      | 開発                             | 製造                           | 生産数 | 注釈 |
| ----------------- | ---- | ------------ | -------- | --------------- | -------------------------------- | ------------------------------ | ------ | ---- |
| Як-152 Yak-152    |      | 訓練機       | 飛行試験 | 2016年 9月29日  | 株式会社イルクート               | イルクーツク航空機工場         |        |      |
| Ср-10 SR-10       |      | 訓練機       | 飛行試験 | 2015年 12月25日 |                                  |                                |        |      |
| Корвет コルベット |      |              | 生産体制 | 1986年          | イリューシン記念航空機産業複合体 | セレブリャンナエ・クリィリヤ社 | 90機   |      |
| Цикада ツィカダ   |      |              | 生産体制 | 1997年          |                                  | セレブリャンナエ・クリィリヤ社 | 20機   |      |
| Ла-8 La-8         |      | 水陸両用機   | 生産体制 | 2004年 11月20日 | 非政府組織エアロボルガ           | 非政府組織エアロボルガ         | 10機   |      |
| Borey             |      | 水陸両用機   | 量産体制 |                 | 非政府組織エアロボルガ           | 非政府組織エアロボルガ         |        |      |
| Л-172 L-172       |      | 水陸両用機   | 開発段階 |                 | アビアテフ社                     |                                |        |      |
| T-500             |      | 農業用航空機 | 量産体制 |                 | MBEN                             | MBEN                           | 10機   |      |
| Diamond DA42      |      |              | 量産体制 |                 | Diamond Aircraft Industries      | ウラル民間航空機工場           |        |      |

### 輸送機
| 名称                    | 画像 | 最大離陸重量 と航続距離 | 状態       | 初飛行日時     | 開発                             | 製造                                               | 生産数 | 注釈                          |
| ----------------------- | ---- | ----------------------- | ---------- | -------------- | -------------------------------- | -------------------------------------------------- | ------ | ----------------------------- |
| Ил-76МД-90А Il-76MD-90A |      | 200トン 6,500km         | 量産体制   | 2012年 9月22日 | イリューシン記念航空産業複合体   | 航空機製造企業アヴィアスタル（ウリヤノフスク工場） | 不明   | 改修型:Ил-76ТД-90А,Ил-78М-90А |
| Ил-276 Il-276           |      | 70トン 7,300km          | 開発段階   | 2023年予定     | イリューシン記念航空産業複合体   |                                                    |        |                               |
| Ил-112В Il-112B         |      | 21トン 52,00km          | テスト飛行 | 2019年 3月30日 | イリューシン記念航空産業複合体   | ヴォロネジ航空機製造株式会社                       |        |                               |
| Бе-200 Be-200           |      | 41トン 3,100km          | 生産       | 1998年 9月24日 | タガンロク航空科学技術産業複合体 | タガンロク航空科学技術産業複合体                   | 12機   | 水陸両用機                    |
| ПАКТА (輸送航空構想)    |      |                         | 開発段階   |                | イリューシン記念航空産業複合体   |                                                    |        | An-124                        |

### 旅客機
| 名称                   | 画像 | 最大離陸重量 と航続距離     | 状態     | 初飛行日時     | 開発                                   | 製造                                                         | 生産数    | 使用国                   |
| ---------------------- | ---- | --------------------------- | -------- | -------------- | -------------------------------------- | ------------------------------------------------------------ | --------- | ------------------------ |
| ТВС-2ДТС TVC-2DTC      |      | 12名 1,200km                | 飛行試験 | 2017年 7月10日 | S.A.チャプリギン記念シベリア航空研究所 |                                                              | 1機       |                          |
| L-410UVP-E20           |      | 19名 1,200km                | 量産     | 2018年         |                                        | ウラル民間航空機工場                                         | 5機       |                          |
| Ил-114-300 Il-114-300  |      | 64名 6,500km                | 試作機   | 2019年予定     | イリューシン記念航空産業複合体         | ロシア航空機会社ミグ                                         |           |                          |
| SSJ100                 |      | 87～108名 3,000～4,500km    | 量産     | 2008年 5月19日 | スホーイ民間航空会社グループ           | Y.A.ガガーリン記念コムソモーリスキィ・ナ・アムーレ航空機工場 | 180機以上 | ロシア、メキシコ、その他 |
| MC-21                  |      | 132～211名 6,400km          | 飛行試験 | 2017年 6月28日 | 株式会社イルクート                     | イルクーツク航空機工場                                       | 3機       |                          |
| Ил-96-300 Il-96-300    |      | 定員300人 9,800km           | 生産     |                | イリューシン記念航空産業複合体         | ボロネジ航空機製造株式会社                                   | 29機      |                          |
| Ил-96-400М Iｌ-96-400M |      | 定員370人 8,700km           | 開発段階 |                |                                        | ボロネジ航空機製造株式会社                                   |           |                          |
| CR929                  |      | 230～320名 10,000～14,000km | 開発     |                |                                        |                                                              |           |                          |
| Ту-204 Tu-204          |      | 164～215名 4,200～5,920km   | 量産     | 1989年 1月2日  |                                        | 航空機製造企業アヴィアスタル（ウリヤノフスク工場）           | 86機      |                          |

### ヘリコプター
| 名称          | 画像 | 最大離陸重量 と航続距離 | 状態     | 初飛行日時      | 開発                     | 製造                                                 | 生産数    | 注釈                                                                            |
| ------------- | ---- | ----------------------- | -------- | --------------- | ------------------------ | ---------------------------------------------------- | --------- | ------------------------------------------------------------------------------- |
| Ми-28Н Mi-28H |      | 攻撃ヘリコプター        | 量産     | 1996年 11月14日 | ミル記念ヘリコプター工場 | ロストフヘリコプター製造産業複合体                   |           | 主な運用国:ロシア、イラク                                                       |
| Ка-52         |      | 攻撃ヘリコプター        | 量産     | 1997年 6月25日  | カモフ実験開発局         | サジーキン記念アルセニイエフ航空機会社「プログレス」 |           | 運用国:ロシア、エジプト                                                         |
| СБВ SBV       |      | 攻撃ヘリコプター        | 開発段階 |                 | ロシアン・ヘリコプターズ |                                                      |           |                                                                                 |
| Ми-35м Mi-35M |      | 軍用輸送ヘリコプター    | 量産     |                 | ミル実験開発局           | ロストフヘリコプター製造産業複合体                   | 120機以上 | 主な使用国:ロシア、アゼルバイジャン、イラク、ブラジル、ベネズエラ、インドネシア |

### 無人航空機
| 名称                                 | 画像 | 離陸重量 飛行距離 飛行時間   | 状態         | 初飛行日時    | 開発                                                                                         | 製造 | 生産数 | 注釈 |
| ------------------------------------ | ---- | ---------------------------- | ------------ | ------------- | -------------------------------------------------------------------------------------------- | ---- | ------ | ---- |
| ZALA-421                             |      | 1.5～95kg 2～50km 0.5～8時間 | 量産         |               | «ZALA AERO GROUP»                                                                            |      | ?      |      |
| Ｔ-23 Ｔ-28「エルロン-3」1           |      | 3.5kg 50km 1.5時間           | 量産         | 2003年        | 無人航空機システム産業複合体「エニックス」                                                   |      | 200    |      |
| Ｔ-10 「エルロン-10」                |      | 15.5kg 50km 2.5時間          | 量産         | 2007年        | 無人航空機システム産業複合体「エニックス」                                                   |      | ?      |      |
| 「オルラン（鷲）-10」                |      | 14kg 600km 16時間            | 量産         | 2010年        | 「特別技術センター」                                                                         |      | 1,000  |      |
| 「タキオン」                         |      | 25kg 40km 2時間              | 量産         | 2015年        | 「イジマシ無人システム」 イジェフスク機械製作工場 ＊兵器メーカー。「Иж（Ｉｚｈ）」とも表す。 |      | ?      |      |
| 「フォルパスト」 「フォルパスト-Ｒ」 |      | 450kg 400km 18時間           | 生産         | 2012年        | ウラル民間航空機工場                                                                         |      | 90     |      |
| 「ダゾール（偵察）-600」             |      | 720kg 3,500km 24時間         | 生産準備完了 | 2010年        | 「トランザース」カンパニーセル1E                                                             |      | ?      |      |
| 「オリオン」                         |      | 1000kg 250km 24時間          | 生産         | 2016          | 「クロンシュタットグループ」                                                                 |      | ？     |      |
| 「アルタイル」                       |      | 5トン 1,000km 48時間         | 飛行試験     | 2019年 8月    | ＮＧＯ「シモノフ記念実験開発局」                                                             |      | ？     |      |
| Ｓ-70                                |      | 20トン                       | 飛行試験     | 2019年 8月3日 | スホーイ実験開発局                                                                           |      |        |      |

## 参照資料
1. ↑  ソ連各地に点在していた設計局や生産工場などが、ソ連崩壊と旧ソ連構成国の独立に伴い、所在地の国の企業と化した。代表例はウクライナ（輸送機・旅客機の開発を担当するアントノフ設計局や、エンジンの設計を担当するイーフチェンコ・プログレース設計局など）、グルジア（トビリシ航空機工場（ロシア語版、英語版）：Su-25 フロッグフットの単座型の生産を担当）、ウズベキスタン（タシュケント航空機工場（ロシア語版、英語版）：Il-76の生産を担当）など。